# Seznam dílů seriálu Ray Donovan
Toto je seznam dílů seriálu Ray Donovan. Americký kriminální televizní seriál Ray Donovan měl premiéru na stanici Showtime.

## Přehled řad
| Řada | Díly | Premiéra v USA     | Premiéra v USA | Premiéra v ČR (HBO) | Premiéra v ČR (HBO) | Premiéra v ČR (Nova Action) | Premiéra v ČR (Nova Action) |
| Řada | Díly | První díl          | Poslední díl   | První díl           | Poslední díl        | První díl                   | Poslední díl                |
| ---- | ---- | ------------------ | -------------- | ------------------- | ------------------- | --------------------------- | --------------------------- |
| 1    | 12   | 30. června 2013    | 22. září 2013  | 30. června 2014     | 15. září 2014       | 21. prosince 2014           | 31. prosince 2014           |
| 2    | 12   | 13. července 2014  | 28. září 2014  | 22. září 2014       | 8. prosince 2014    | 26. června 2016             | 7. srpna 2016               |
| 3    | 12   | 12. července 2015  | 17. září 2015  | 7. září 2015        | 23. listopadu 2015  | 7. srpna 2016               | 18. září 2016               |
| 4    | 12   | 26. června 2016    | 18. září 2016  | 7. srpna 2016       | 23. října 2016      | 25. června 2017             | 6. července 2017            |
| 5    | 12   | 6. srpna 2017      | 29. října 2017 | 20. srpna 2017      | 12. listopadu 2017  | 12. září 2019               | 23. září 2019               |
| 6    | 12   | 28. října 2018     | 13. ledna 2019 | 23. listopadu 2018  | 1. února 2019       | 24. září 2019               | 5. října 2019               |
| 7    | 10   | 17. listopadu 2019 | 19. ledna 2020 | 14. ledna 2020      | 17. března 2020     | nebylo vysíláno             | nebylo vysíláno             |

## Seznam dílů

### První řada (2013)
| Č. v seriálu | Č. v řadě | Původní název      | Český název         | Režie               | Scénář          | Premiéra v USA    | Premiéra v ČR (HBO) | Premiéra v ČR (Nova Action) |
| ------------ | --------- | ------------------ | ------------------- | ------------------- | --------------- | ----------------- | ------------------- | --------------------------- |
| 1            | 1         | The Bag or the Bat | Pytel nebo pálka    | Allen Coulter       | Ann Biderman    | 30. června 2013   | 30. června 2014     | 21. prosince 2014           |
| 2            | 2         | A Mouth Is a Mouth | Pusou to ještě jde  | Allen Coulter       | Ann Biderman    | 7. července 2013  | 7. července 2014    | 22. prosince 2014           |
| 3            | 3         | Twerk              | Zatřes zadkem       | Greg Yaitanes       | Ron Nyswaner    | 14. července 2013 | 14. července 2014   | 23. prosince 2014           |
| 4            | 4         | Black Cadillac     | Černý Cadillac      | John Dahl           | David Hollander | 21. července 2013 | 21. července 2014   | 24. prosince 2014           |
| 5            | 5         | The Golem          | Golem               | Dan Attias          | Sean Conway     | 28. července 2013 | 28. července 2014   | 25. prosince 2014           |
| 6            | 6         | Housewarming       | Kolaudačka          | Michael Uppendahl   | Brett Johnson   | 4. srpna 2013     | 4. srpna 2014       | 26. prosince 2014           |
| 7            | 7         | New Birthday       | Znovu narozený      | Lesli Linka Glatter | David Hollander | 11. srpna 2013    | 11. srpna 2014      | 28. prosince 2014           |
| 8            | 8         | Bridget            | Bridget             | Guy Ferland         | Ann Biderman    | 18. srpna 2013    | 18. srpna 2014      | 29. prosince 2014           |
| 9            | 9         | Road Trip          | Jízda               | Jeremy Podeswa      | Brett Johnson   | 25. srpna 2013    | 25. srpna 2014      | 30. prosince 2014           |
| 10           | 10        | Fite Nite          | Boxerský večer      | Tucker Gates        | Sean Conway     | 8. září 2013      | 1. září 2014        | 30. prosince 2014           |
| 11           | 11        | Bucky Fuckn' Dent  | Posranej Bucky Dent | Dan Minahan         | Ron Nyswaner    | 15. září 2013     | 8. září 2014        | 31. prosince 2014           |
| 12           | 12        | Same Exactly       | Úplně stejný        | Michael Apted       | Ann Biderman    | 22. září 2013     | 15. září 2014       | 31. prosince 2014           |

### Druhá řada (2014)
| Č. v seriálu | Č. v řadě | Původní název  | Český název        | Režie             | Scénář                              | Premiéra v USA    | Premiéra v ČR (HBO) | Premiéra v ČR (Nova Action) |
| ------------ | --------- | -------------- | ------------------ | ----------------- | ----------------------------------- | ----------------- | ------------------- | --------------------------- |
| 13           | 1         | Yo Soy Capitan | Yo soy capitán     | Tucker Gates      | Ann Biderman                        | 13. července 2014 | 22. září 2014       | 26. června 2016             |
| 14           | 2         | Uber Ray       | ÜberRay            | Michael Uppendahl | Ann Biderman a David Hollander      | 20. července 2014 | 29. září 2014       | 3. července 2016            |
| 15           | 3         | Gem and Loan   | Poklady a výpujčky | Phil Abraham      | Michael Tolkin                      | 27. července 2014 | 6. října 2014       | 3. července 2016            |
| 16           | 4         | S U C K        | Orál               | Tucker Gates      | David Hollander                     | 3. srpna 2014     | 13. října 2014      | 10. července 2016           |
| 17           | 5         | Irish Spring   | Irské jaro         | Dan Attias        | Ron Nyswaner                        | 10. srpna 2014    | 20. října 2014      | 10. července 2016           |
| 18           | 6         | Viagra         | Viagra             | John Dahl         | Brett Johnson                       | 17. srpna 2014    | 27. října 2014      | 17. července 2016           |
| 19           | 7         | Walk This Way  | Ubírej se tudy     | Liev Schreiber    | Ann Biderman                        | 24. srpna 2014    | 3. listopadu 2014   | 17. července 2016           |
| 20           | 8         | Sunny          | Sunny              | John Dahl         | David Hollander a Cheo Hodari Coker | 31. srpna 2014    | 10. listopadu 2014  | 24. července 2016           |
| 21           | 9         | Snowflake      | Bledule            | Guy Ferland       | Michael Tolkin a Brett Johnson      | 7. září 2014      | 17. listopadu 2014  | 24. července 2016           |
| 22           | 10        | Volcheck       | Volcheck           | Michael Uppendahl | David Hollander                     | 14. září 2014     | 24. listopadu 2014  | 31. července 2016           |
| 23           | 11        | Rodef          | Rodef              | Michael Uppendahl | Ron Nyswaner a Brett Johnson        | 21. září 2014     | 1. prosince 2014    | 31. července 2016           |
| 24           | 12        | The Captain    | Kapitán            | Michael Uppendahl | Ann Biderman                        | 28. září 2014     | 8. prosince 2014    | 7. srpna 2016               |

### Třetí řada (2015)
| Č. v seriálu | Č. v řadě | Původní název              | Český název          | Režie               | Scénář                            | Premiéra v USA    | Premiéra v ČR (HBO) | Premiéra v ČR (Nova Action) |
| ------------ | --------- | -------------------------- | -------------------- | ------------------- | --------------------------------- | ----------------- | ------------------- | --------------------------- |
| 25           | 1         | The Kalamazoo              | Kalamazoo            | Colin Bucksey       | David Hollander                   | 12. července 2015 | 7. září 2015        | 7. srpna 2016               |
| 26           | 2         | Ding                       | Čuryn                | Ed Bianchi          | William Wheeler                   | 19. července 2015 | 14. září 2015       | 14. srpna 2016              |
| 27           | 3         | Come and Knock on Our Door | Zaklepej u nás       | Dan Attias          | David Hollander                   | 26. července 2015 | 21. září 2015       | 14. srpna 2016              |
| 28           | 4         | Breakfast of Champions     | Snídaně šampionů     | Lesli Linka Glatter | Brett Johnson                     | 2. srpna 2015     | 28. září 2015       | 21. srpna 2016              |
| 29           | 5         | Handshake Deal             | Ruku na to           | Colin Bucksey       | Gina Welch                        | 9. srpna 2015     | 5. října 2015       | 21. srpna 2016              |
| 30           | 6         | Swing Vote                 | Volební zvrat        | John Dahl           | Michael Tolkin                    | 16. srpna 2015    | 12. října 2015      | 28. srpna 2016              |
| 31           | 7         | All Must Be Loved          | Lásku všem           | Tucker Gates        | David Hollander                   | 23. srpna 2015    | 19. října 2015      | 28. srpna 2016              |
| 32           | 8         | Tulip                      | Tulipán              | Michael Uppendahl   | David Hollander a William Wheeler | 30. srpna 2015    | 26. října 2015      | 4. září 2016                |
| 33           | 9         | The Octopus                | Chobotnice           | Colin Bucksey       | Brett Johnson                     | 6. září 2015      | 2. listopadu 2015   | 4. září 2016                |
| 34           | 10        | One Night in Yerevan       | Jedna noc v Jerevanu | Dan Attias          | Gina Welch a David Hollander      | 13. září 2015     | 9. listopadu 2015   | 11. září 2016               |
| 35           | 11        | Poker                      | Pohrabáč             | Colin Bucksey       | Michael Tolkin a Brett Johnson    | 20. září 2015     | 16. listopadu 2015  | 11. září 2016               |
| 36           | 12        | Exsuscito                  | Excusito             | David Hollander     | David Hollander a William Wheeler | 27. září 2015     | 23. listopadu 2015  | 18. září 2016               |

### Čtvrtá řada (2016)
| Č. v seriálu | Č. v řadě | Původní název                           | Český název                              | Režie                    | Scénář                         | Premiéra v USA    | Premiéra v ČR (HBO) | Premiéra v ČR (Nova Action) |
| ------------ | --------- | --------------------------------------- | ---------------------------------------- | ------------------------ | ------------------------------ | ----------------- | ------------------- | --------------------------- |
| 37           | 1         | Girl with Guitar                        | Dívka s kytarou                          | Liev Schreiber           | David Hollander                | 20. června 2016   | 7. srpna 2016       | 25. června 2017             |
| 38           | 2         | Marisol                                 | Marisol                                  | John Dahl                | Mike Binder a Rob Fresco       | 3. července 2016  | 14. srpna 2016      | 26. června 2017             |
| 39           | 3         | Little Bill Primm's Big Green Horseshoe | Velká zelená podkova Malého Billa Primma | Michael Apted            | David Hollander a Miki Johnson | 10. července 2016 | 21. srpna 2016      | 27. června 2017             |
| 40           | 4         | Federal Boobie Inspector                | Federální bradavková inspekce            | Phil Abraham             | Sean Conway                    | 17. července 2016 | 28. srpna 2016      | 28. června 2017             |
| 41           | 5         | Get Even Before Leavin                  | Oplať a odjeď                            | Robert McLachlan         | Chad Feehan                    | 24. července 2016 | 4. září 2016        | 29. června 2017             |
| 42           | 6         | Fish and Bird                           | Ryba a pták                              | Daisy Von Scherler Mayer | David Hollander                | 31. července 2016 | 11. září 2016       | 30. června 2017             |
| 43           | 7         | Norman Saves the World                  | Norman zachraňuje svět                   | Tricia Brock             | Mike Binder a David Sonnenborn | 7. srpna 2016     | 18. září 2016       | 1. července 2017            |
| 44           | 8         | The Texan                               | Texasan                                  | Tucker Gates             | David Hollander a Sean Conway  | 14. srpna 2016    | 25. září 2016       | 2. července 2017            |
| 45           | 9         | Goodbye Beautiful                       | Měj se, krásko                           | James Whitmore Jr.       | Chad Feehan a Miki Johnson     | 21. srpna 2016    | 2. října 2016       | 3. července 2017            |
| 46           | 10        | Lake Hollywood                          | Lake Hollywood                           | Stephen Williams         | David Hollander a Mike Binder  | 28. srpna 2016    | 9. října 2016       | 4. července 2017            |
| 47           | 11        | Chinese Algebra                         | Čínský dril                              | John Dahl                | Sean Conway a Chad Feehan      | 11. září 2016     | 16. října 2016      | 5. července 2017            |
| 48           | 12        | Rattus Rattus                           | Práskač obecný                           | David Hollander          | David Hollander                | 18. září 2016     | 23. října 2016      | 6. července 2017            |

### Pátá řada (2017)
| Č. v seriálu | Č. v řadě | Původní název                        | Český název | Režie                    | Scénář                          | Premiéra v USA | Premiéra v ČR (HBO) | Premiéra v ČR (Nova Action) |
| ------------ | --------- | ------------------------------------ | ----------- | ------------------------ | ------------------------------- | -------------- | ------------------- | --------------------------- |
| 49           | 1         | Abby                                 |             | David Hollander          | David Hollander                 | 6. srpna 2017  | 20. srpna 2017      | 12. září 2019               |
| 50           | 2         | Las Vegas                            |             | John Dahl                | David Hollander a Miki Johnson  | 13. srpna 2017 | 27. srpna 2017      | 13. září 2019               |
| 51           | 3         | Dogwalker                            |             | John Dahl                | Sean Conway                     | 20. srpna 2017 | 3. září 2017        | 14. září 2019               |
| 52           | 4         | Sold                                 |             | Tucker Gates             | Chad Feehan                     | 27. srpna 2017 | 10. září 2017       | 15. září 2019               |
| 53           | 5         | Shabbos Goy                          |             | Daisy von Scherler Mayer | David Hollander a William Whee  | 10. září 2017  | 24. září 2017       | 16. září 2019               |
| 54           | 6         | Shelley Duvall                       |             | Michael Uppendahl        | Miki Johnson a David Sonnenborn | 17. září 2017  | 1. října 2017       | 17. září 2019               |
| 55           | 7         | If I Should Fall from Grace with God |             | Michael Uppendahl        | David Hollander a Chad Feehan   | 24. září 2017  | 8. října 2017       | 18. září 2019               |
| 56           | 8         | Horses                               |             | Zetna Fuentes            | William Wheeler                 | 1. října 2017  | 15. října 2017      | 19. září 2019               |
| 57           | 9         | Mister Lucky                         |             | Guy Ferland              | Sean Conway                     | 8. října 2017  | 22. října 2017      | 20. září 2019               |
| 58           | 10        | Bob the Builder                      |             | Stephen Williams         | Chad Feehan                     | 15. října 2017 | 29. října 2017      | 21. září 2019               |
| 59           | 11        | Michael                              |             | Carl Franklin            | Miki Johnson                    | 22. října 2017 | 5. listopadu 2017   | 22. září 2019               |
| 60           | 12        | Time Takes a Cigarette               |             | David Hollander          | David Hollander                 | 29. října 2017 | 12. listopadu 2017  | 23. září 2019               |

### Šestá řada (2018–2019)
| Č. v seriálu | Č. v řadě | Původní název            | Český název | Režie             | Scénář                                | Premiéra v USA                                    | Premiéra v ČR (HBO) | Premiéra v ČR (Nova Action) |
| ------------ | --------- | ------------------------ | ----------- | ----------------- | ------------------------------------- | ------------------------------------------------- | ------------------- | --------------------------- |
| 61           | 1         | Staten Island, Part One  |             | Allen Coulter     | David Hollander                       | 19. října 2018 (online) 28. října 2018 (Showtime) | 23. listopadu 2018  | 24. září 2019               |
| 62           | 2         | Staten Island, Part Two  |             | Allen Coulter     | David Hollander a Miki Johnson        | 4. listopadu 2018                                 | 30. listopadu 2018  | 25. září 2019               |
| 63           | 3         | He Be Tight. He Be Mean. |             | Tucker Gates      | Chad Feehan                           | 11. listopadu 2018                                | 7. prosince 2018    | 26. září 2019               |
| 64           | 4         | Pudge                    |             | Tucker Gates      | Sean Conway                           | 18. listopadu 2018                                | 14. prosince 2018   | 27. září 2019               |
| 65           | 5         | Ellis Island             |             | Robert McLachlan  | David Hollander                       | 25. listopadu 2018                                | 21. prosince 2018   | 28. září 2019               |
| 66           | 6         | A Girl Named Maria       |             | Michael Uppendahl | Miki Johnson                          | 2. prosince 2018                                  | 28. prosince 2018   | 29. září 2019               |
| 67           | 7         | The 1-3-2                |             | Zetna Fuentes     | Chad Feehan                           | 9. prosince 2018                                  | 4. ledna 2019       | 30. září 2019               |
| 68           | 8         | Who Once Was Dead        |             | Tarik Saleh       | Sean Conway                           | 16. prosince 2018                                 | 11. ledna 2019      | 1. října 2019               |
| 69           | 9         | Dream On                 |             | Denise Di Novi    | David Hollander a Karl Taro Greenfeld | 23. prosince 2018                                 | 18. ledna 2019      | 2. října 2019               |
| 70           | 10        | Baby                     |             | John Dahl         | Miki Johnson                          | 30. prosince 2018                                 | 25. ledna 2019      | 3. října 2019               |
| 71           | 11        | Never Gonna Give You Up  |             | Joshua Marston    | Sean Conway a Chad Feehan             | 6. ledna 2019                                     | 1. února 2019       | 4. října 2019               |
| 72           | 12        | The Dead                 |             | David Hollander   | David Hollander                       | 13. ledna 2019                                    | 1. února 2019       | 5. října 2019               |

### Sedmá řada (2019–2020)
| Č. v seriálu | Č. v řadě | Původní název              | Český název | Režie           | Scénář                           | Premiéra v USA     | Premiéra v ČR (HBO) |
| ------------ | --------- | -------------------------- | ----------- | --------------- | -------------------------------- | ------------------ | ------------------- |
| 73           | 1         | Faith. Hope. Love. Luck.   |             | Joshua Marston  | David Hollander                  | 17. listopadu 2019 | 14. ledna 2020      |
| 74           | 2         | A Good Man Is Hard to Find |             | Joshua Marston  | Joshua Marston                   | 24. listopadu 2019 | 21. ledna 2020      |
| 75           | 3         | Family Pictures            |             | Nick Gomez      | David Hollander a David Bar Katz | 1. prosince 2019   | 28. ledna 2020      |
| 76           | 4         | Hispes                     |             | Tucker Gates    | Tanya Barfield a Laura Marks     | 8. prosince 2019   | 4. února 2020       |
| 77           | 5         | An Irish Lullaby           |             | Dash Mihok      | Jim Leonard a Kelly Wiles        | 15. prosince 2019  | 11. února 2020      |
| 78           | 6         | Inside Guy                 |             | John Dahl       | Laura Marks a Tanya Barfield     | 22. prosince 2019  | 18. února 2020      |
| 79           | 7         | The Transfer Agent         |             | Kyra Sedgwick   | David Hollander a David Bar Katz | 29. prosince 2019  | 25. února 2020      |
| 80           | 8         | Passport and a Gun         |             | John Dahl       | Joshua Marston a Kelly Wiles     | 5. ledna 2020      | 3. března 2020      |
| 81           | 9         | Bugs                       |             | Ed Bianchi      | Jim Leonard                      | 12. ledna 2020     | 10. března 2020     |
| 82           | 10        | You'll Never Walk Alone    |             | David Hollander | David Hollander a Liev Schreiber | 19. ledna 2020     | 17. března 2020     |